# Feodora von Sachsen-Meiningen (1879–1945)

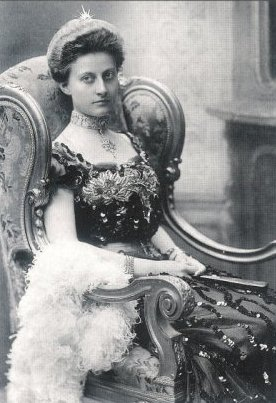
Prinzessin Feodora von Sachsen-Meiningen

Prinzessin Feodora Victoria Auguste Marie Marianne von Sachsen-Meiningen (* 12. Mai 1879 in Potsdam; † 26. August 1945 im Sanatorium Hohenwiese bei Schmiedeberg) war eine Prinzessin von Sachsen-Meiningen und durch Heirat Prinzessin Reuß zu Köstritz.

## Leben

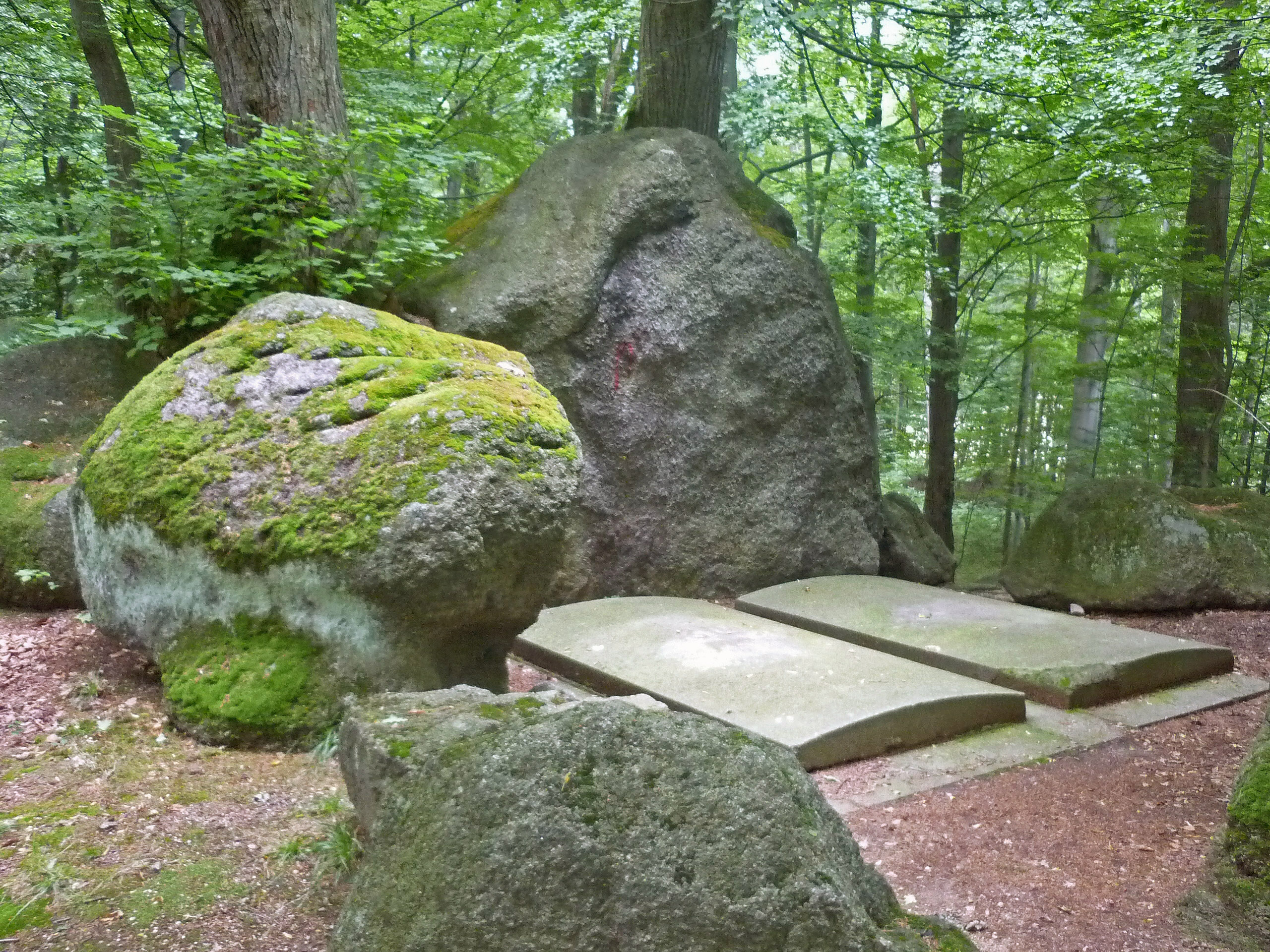
Grab von Heinrich XXX. und Feodora von Reuß zu Köstritz j. L.

Feodora war das einzige Kind des Herzogs Bernhard III. von Sachsen-Meiningen (1851–1928) aus dessen Ehe mit Charlotte (1860–1919), Tochter des Deutschen Kaisers Friedrich III. Damit entstammte sie dem Haus Sachsen-Meiningen. Feodora war die erste Urenkelin von Queen Victoria. Ihre Eltern kümmerten sich so gut wie gar nicht um ihr einziges, sehr schwieriges Kind, welches auch wenig Interesse für Bildung zeigte. Charlotte bezeichnete ihre Tochter als „dumm“, da sie sich mit dem Lernen schwer tat. Aus einigen Briefen Charlottes an ihre Mutter geht hervor, dass sie sich große Sorgen um Feodoras Erziehung machte. Sie wuchs vornehmlich bei ihrer Großmutter Kaiserin Victoria in Friedrichshof auf.
Sie heiratete am 24. September 1898 in Breslau Prinz Heinrich XXX. Reuß zu Köstritz, Herr auf Jänkendorf und Neuhof (1864–1939). Er war der Sohn von Prinz Heinrich IX. Reuß zu Köstritz (1827–1898) und dessen Ehefrau Freiin Anna Marie Wilhelmine Helene von Zedlitz und Leipe (1829–1907). Die Ehe blieb kinderlos.
Feodora litt, wie schon ihr Vorfahr Georg III. und ihre Mutter, unter Porphyrie und verbrachte einen großen Teil ihres späteren Lebens in Sanatorien. Im Alter von 66 Jahren nahm sich die Prinzessin mittels eines Ofens durch Kohlenmonoxidvergiftung das Leben. Sie wurde mit ihrem Mann in der Gruft von Schloss Neuhoff (Radociny) bestattet. Die Gruft wurde nach 1945 geplündert und zerstört. Die sterblichen Überreste der Prinzessin wurden auf ihre Erbkrankheit untersucht und zusammen mit denen ihres Mannes im Jahre 2004 in der Gruft in Hohenwiese (Wojków, OT von Kowary/Schmiedeberg) erneut beigesetzt.